# Vellechevreux-et-Courbenans
Vellechevreux-et-Courbenans là một xã ở tỉnh Haute-Saône trong vùng Bourgogne-Franche-Comté phía đông nước Pháp.